# Östra Leukerträsket
Östra Leukerträsket är en sjö i Sorsele kommun i Lappland och ingår i Umeälvens huvudavrinningsområde. Sjön har en area på 0,457 kvadratkilometer och ligger 333 meter över havet. Sjön avvattnas av vattendraget Kvarnbäcken.

## Delavrinningsområde
Östra Leukerträsket ingår i det delavrinningsområde (724683-159214) som SMHI kallar för Inloppet i Östra Skoträsket. Medelhöjden är 342 meter över havet och ytan är 13,63 kvadratkilometer. Det finns inga avrinningsområden uppströms utan avrinningsområdet är högsta punkten. Kvarnbäcken som avvattnar avrinningsområdet har biflödesordning 3, vilket innebär att vattnet flödar genom totalt 3 vattendrag innan det når havet efter 267 kilometer. Avrinningsområdet består mestadels av skog (54 procent) och sankmarker (36 procent). Avrinningsområdet har 0,54 kvadratkilometer vattenytor vilket ger det en sjöprocent på 3,9 procent.